# Melania la Joven
Melania la Joven o Valeria Melania (Roma, c. 383-Jerusalén, 31 de diciembre de 439) fue una santa cristiana del grupo de las Madres del desierto que vivió durante el reinado del emperador Flavio Honorio Augusto, hijo de Teodosio I. Fue nieta por parte de padre de Melania la Vieja.

## Biografía
Nacida en el seno de una rica familia aristocrática de origen hispano, era hija del senador Valerio Publicola, a su vez hijo del Praefectus Urbi Romae Valerio Máximo Basilio y de Melania la Vieja, de la gens Valeria y de Ceyonia Albina, de la gens Ceyonia, ambas familias de gran ascendencia en la Roma de la época.
Sus posesiones en tierras y villas se extendían desde la Hispania romana a Roma, Campania, Sicilia, África romana, Mauritania o Britania.
A los 14 años, se casó con su primo por parte de padre Valerio Piniano, hijo del prefecto Valerio Severo, que tenía 17 años. Después de la prematura muerte de los dos hijos habidos en el matrimonio, y después de que estuviese a punto de morir Melania al nacer el segundo, los esposos estuvieron de acuerdo en mejor dedicarse a servir a Dios, manteniendo al tiempo un celibato. El padre de Melania observó todo con gran desilusión, pero en su lecho de muerte cinco años después, pidió perdón a Melania por impedir su vocación al celibato y le legó todos sus bienes.
En el año 406, siguiendo los consejos de su abuela, Melania y de acuerdo con su madre Albina y su esposo Piniano, Melania decidió abandonar su rica residencia romana para mudarse junto a sus sirvientes a una casa de campo próxima a Nola, cerca de su pariente lejano Paulino de Nola.
En 408, ante la invasión de los bárbaros, prefirió mudarse a las fincas que su familia poseía cerca de Mesina (Sicilia) donde vivieron con gran austeridad, dedicándose al cuidado de los necesitados y los presos. Atraídos por su fama, muchos jóvenes se reunieron a su alrededor, fundando centros de vida monástica.
Decidieron vender sus posesiones en Italia para donárselas a los pobres antes de pasar al norte de África en 410, instalándose en Cartago y Tagaste (Numidia), donde cultivaron la amistad de Agustín de Hipona y se dedicaron a una vida de piedad y obras de caridad. Juntos fundaron dos conventos de monjes y dos de monjas. Melania se convirtió en abadesa de uno de ellos y destacaba por su austeridad, alimentándose frugalmente cada tercer día y ocupándose principalmente de copiar manuscritos en griego y latín.
En 417 Melania decidió ir a Jerusalén con su marido y su madre, donde viviría veintidós años. Allí continuó sus donaciones a los necesitados con el producto de la venta de sus propiedades en España y fundó un monasterio, cerca del Monte de los Olivos. En Belén conoció a Jerónimo de Estridón, convirtiéndose en un fiel amigo y colaborador. Fue a visitar a los Padres del desierto a la cuna del monaquismo oriental en Egipto, pasando por Alejandría, quedando profundamente impresionada por la sencillez de su vida ascética. 
En 431 moriría su madre Albina y un año después su marido Piniano. En 436, fue a Bizancio, a consolar a su rico tío Rufio Antonio Agrypnio Volusiano, que accedió a ser bautizado muy enfermo, a pesar de su fe pagana.
La emperatriz Elia Eudocia, durante una peregrinación a Jerusalén en 437, le pidió consejo para hacer donaciones a las iglesias y monasterios de la Ciudad Santa.
En diciembre del 439, Melania siente aproximarse a la muerte y se dirigió a Belén para asistir a la Misa de Navidad, donde oró por sus hermanas, las bendijo y las pidió perdón por su severidad. Finalmente, murió pacíficamente el 31 de diciembre de ese mismo año.
Su monasterio entró en el Leccionario de Jerusalén como estación litúrgica, pero fue destruido en 614 durante las invasiones persas.
Gerontio, su biógrafo, escribió su vida en griego. También hay elementos biográficos en la Historia Lausiaca de Paladio de Galacia y en La vida de Pedro el Ibérico.

## Festividad
Su fiesta se celebra el 31 de diciembre. En Ucrania, Malanka («Día de Melania») se celebra el 13 de enero, víspera del Año nuevo viejo, es decir, según el calendario Juliano.